# Frisky Dingo
Frisky Dingo è una serie animata statunitense del 2006, creata e diretta da Adam Reed e Matt Thompson. 
La serie ruota attorno al conflitto tra il supercriminale Killface e il supereroe Awesome X e gran parte del suo umorismo si focalizza sul parodiare gli stereotipi dei film d'azione e di supereroi.
Nel 2008, la serie ha originato uno spin-off intitolato The Xtacles, di cui sono stati trasmessi due episodi.

## Trama
La prima stagione di Frisky Dingo segue il rapporto conflittuale tra il supercattivo Killface, che aspira a gettare la razza umana nel terrore, lanciando la Terra contro il Sole con il suo "Annihilatrix", e Awesome X, un supereroe la cui vera identità è quella del multi-miliardario Xander Crews che teme di doversi ritirare, dopo aver sconfitto l'ultimo supercriminale.
La seconda stagione, invece, ruota attorno alle campagne presidenziali dei due protagonisti: Killface si candida con lo "scopo" di curare la Terra dal riscaldamento globale e Xander Crews decide di riformare la sua azienda per potersi anche lui candidare.

## Episodi
| Stagione         | Episodi | Prima TV USA | Prima TV Italia |
| ---------------- | ------- | ------------ | --------------- |
| Prima stagione   | 13      | 2006-2007    | inedita         |
| Seconda stagione | 12      | 2007-2008    | inedita         |

## Personaggi e doppiatori

I protagonisti Killface e Xander Crews

### Personaggi principali
- Evelyn "Killface" (stagioni 1-2), voce originale di Adam Reed.

Un muscoloso criminale alieno dalla pelle bianca e gli occhi rossi, che parla con un accento britannico. Ha un figlio di nome Simon e possiede grandi capacità di guarigione. Ha costruito l'Annihilatrix, un razzo progettato per spingere la Terra direttamente nel sole.
- Xander Crews / Awesome X / Barnaby Jones (stagioni 1-2), voce originale di Adam Reed.

Un giovane miliardario di 33 anni, proprietario della Crews Enterprises. Insieme al suo team di soldati corazzati, gli Xtacles, ha eliminato i supercriminali rendendo superflui i supereroi. Risiede nell'Xcaliber della Low Orbiting Hovership ed è proprietario di Train Island. Ha una terza identità, Barnaby Jones, che ha inventato in modo tale da poter ingannare Killface, facendolo diventare il suo migliore amico.

### Personaggi ricorrenti
- Simon (stagioni 1-2), voce originale di Christian Danley.

Il figlio adolescente di Killface. È emotivamente instabile, in sovrappeso e ascolta musica gangsta rap. Solitamente borbotta in modo incomprensibile. Gli piace mangiare i cereali di marca Cap'n Crump approvati dal suo rapper preferito Taqu'il.
- Stan (stagioni 1-2), voce originale di Stuart Culpepper.

Il capo del consiglio di amministrazione della Crews Enterprises che gestisce le operazioni della società in assenza di Xander. Inizialmente è una delle poche persone a conoscere l'identità segreta di Awesome X. Dopo aver assunto l'identità di Awesome X, quest'ultimo per i propri scopi, vince le elezioni come vicepresidente degli Stati Uniti e compagno di corsa di Ta'quil. Dopo la morte di Ta'quil, diventa il nuovo presidente.
- Sinn / Hooper (stagioni 1-2), voce originale di Kelly Jenrette.

La collega di Killface. Si è fatta installare un braccio meccanico e parla con una voce elettronica. È coinvolta romanticamente con Arthur e spesso si riferisce a Killface come "sire". Dopo essere stata licenziata da Killface, si è unita agli Xtacles con lo pseudonimo di Hooper. Più tardi ha formato un'alleanza con Antagonie, Dread Lobster e Valerie. Viene uccisa da Valerie, dopo aver tentato di sedurla sessualmente.
- Grace Ryan / Antagone (stagioni 1-2), voce originale di Kate Miller.

Una reporter televisiva, fidanzata di Xander. Si dimostra spesso invadente, fastidiosa e autoidolatra. Nonostante l'atteggiamento distaccato di Xander nei suoi confronti, rimane sempre devota a lui. Dopo essere caduta in un barile pieno di formiche radioattive superintelligenti, queste le entrano nel cervello portandola a trasformarsi in Antagone, una mente criminale. Viene uccisa dal suo stesso bambino deforme, che le ha divorato la testa.
- Arthur Watley / The Dread Lobster (stagioni 1-2), voce originale di Scott Lipe.

Uno stagista della Crews' Company e inventore della Antfarm Keyboard. Viene usato da Xander come parte del suo progetto per creare un nuovo cattivo chiamato "The Dread Lobster", un mezzo uomo e mezzo aragosta. Xander ha deciso quindi di rimuovergli e sostituirgli le mani con gigantesche chele da granchio, portandolo a trasformarsi completamente. Ha iniziato come contabile della Crews Company, tuttavia in seguito si è rifugiato sotto il mare, lasciandosi alle spalle un Sinn affranto, finché Anatagone lo ha reclutato nella sua squadra. Watley dapprima persegue una relazione romantica con Sinn, ma viene rifiutata quando invece si innamora di Val. Più tardi si innamora di Antagone, tuttavia viene decapitato da Wendell in un impeto di gelosia. Il suo corpo è stato poi cucinato e mangiato dai Deceptacles.
- The Xtacles / Deceptacles (stagioni 1-2), voce originale di Lucky Yates.

Il team di super soldati mercenari di Xander. Elogiano il loro capo, cercando continuamente di accontentarlo. Sono estremamente violenti e tendono ad avere un alto tasso di mortalità. Tendono a distrarsi facilmente dai loro obiettivi e sono molto inclini ai suggerimenti. Il loro caratteristico slogan è l'esclamazione "Boosh!".
- Ronnie (stagioni 1-2), voce originale di Adam Reed.

Un Xtacle dalla sessualità ambigua che parla con un forte accento slavo. Ha una fissazione omoerotica con Xander. Trascorre la maggior parte del tempo davanti allo schermo senza pantaloni, poiché la metà inferiore della sua armatura è stata rubata da Xander quando ha tentato di violentarlo.
- Wendell T. Stamps / Wendell X / Steve from Machete Squad (stagioni 1-2), voce originale di Adam Reed.

Un membro del Dipartimento del lavoro degli Stati Uniti d'America, in prestito dalla CIA. Entra a far parte dei servizi segreti, diventando la principale guardia del corpo di Killface durante la sua campagna per la presidenza.
- Taqu'il (stagioni 1-2), voce originale di Killer Mike.

Un rapper di fama mondiale, i cui video musicali sono guardati da milioni di persone. È stato il funzionario presidenziale di Killface. In seguito viene mangiato da una creatura nota come Cody 2.
- Mr. Ford (stagioni 1-2), voce originale di "Mr. Ford".

Un affabile gentiluomo afroamericano calvo e anziano. Ha l'abitudine di parlare velocemente e tende a diventare irascibile quando gli altri non lo capiscono. Ha svolto vari lavori, iniziando come proprietario di un negozio di animale e finendo per lavorare in un negozio di armi. In precedenza ha anche lavorato in un ospedale, dove si prendeva cura dei bambini mentalmente disabili. Dopo essere stato segretario della sicurezza interna, ha servito come comandante in capo degli Stati Uniti.
- Valerie (stagioni 1-2), voce originale di Amber Nash.

L'assistente di Killface. Solitamente viene maltrattata e abusata da quest'ultimo, portandola spesso a progettare di ucciderlo. Insieme a Sinn e Antagone, ha fondato la "Sisterhood of Chaos", un'organizzazione di breve durata che ha preso il controllo dei Decepticles e dell'Annihilatrix.

## Produzione
Frisky Dingo è stata creata dalla 70/30 Productions, lo stesso gruppo di animatori che ha lavorato per Sealab 2021. 
Il nome dello show durante lo sviluppo era Whiskey Tango. Poiché già utilizzato, venne poi cambiato in Whiskey Tango Six. Il nome non era comunque sufficientemente distinguibile e i creatori iniziarono scherzosamente a chiamare la serie Frisky Dingo: si decise infine di scegliere proprio questo come nome definitivo per la serie. Nell'ultimo episodio della prima serie, si viene inoltre a sapere che "Frisky Dingo" è il codice di lancio per l'"Annihilatrix" di Killface.
Secondo un articolo di Atlanta Magazine, "Whiskey Tango Six" avrebbe dovuto essere il nome del gruppo composto da sei supereroi, guidato dai coniugi Jack e Grace Taggart, su cui lo show si sarebbe inizialmente concentrato. La squadra avrebbe viaggiato su una nave spaziale chiamata "Glennis" e Killface sarebbe stato sì il cattivo principale, ma non un personaggio importante.

## Distribuzione
La serie è stata trasmessa negli Stati Uniti su Adult Swim dal 16 ottobre 2006 al 23 marzo 2008, per un totale di 25 episodi ripartiti su due stagioni.

## Accoglienza
La prima stagione detiene un punteggio dell'87%, basato su 15 recensioni, su Rotten Tomatoes.

## Spin-off
Nel 2008 è stata girata una serie spin-off di Frisky Dingo, dal titolo The Xtacles. La serie si concentra su "The Xtacles", l'armata privata di Xander Crews, composta da vari personaggi secondari della serie principale.
La serie, trasmessa anch'essa su Adult Swim, venne però chiusa sul nascere da Adult Swim stessa, dopo la trasmissione di soli due episodi.

### Episodi
| nº | Titolo originale                 | Prima TV USA    |
| -- | -------------------------------- | --------------- |
| 1  | Operation: Mountain Punch        | 9 novembre 2008 |
| 2  | Operation: Murderous Conclusions | 9 novembre 2008 |